# Vladimir (Cantarean)
Vladimir (rodným jménem: Nicolae Vasilievici Cantarean; * 18. srpna 1952, Kolinkivci) je kněz Moldavské pravoslavné církve a metropolita Kišiněva a celého Moldavska.

## Život
Narodil se 18. srpna 1952 v Kolinkivci na území Ukrajiny.
Roku 1969 dokončil střední školu. V letech 1970-1973 sloužil v řadách Sovětské armády. Od roku 1973 pracoval na smolenském eparchiálním úřadě. Dne 22. května 1974 byl vysvěcen na diakona a 22. května 1976 na presbytera. Roku 1981 ukončil studium v Moskevském duchovním semináři. Roku 1981 začal sloužit v chrámu sv. Mikuláše v Černivci a roku 1983 se stal sekretářem černiveckého eparchiálního úřadu. Dne 29. listopadu 1987 byl posřižen na monacha se jménem Vladimir a roku 1988 byl povýšen na archimandritu.
Roku 1989 dokončil studium na Moskevské duchovní akademii.
Dne 7. července 1989 byl Svatým synodem Ruské pravoslavné církve jmenován biskupem kišiněvským a moldavským. Biskupská chirotonie proběhla 21. července 1989.
Dne 4. dubna 1990 byl povýšen na arcibiskupa a 21. prosince 1992 na metropolitu.
Od roku 1990 člen Synodální biblické komise.
Roku 1995 se stal rektorem Kišiněvského duchovního semináře a roku 1997 kišiněvských duchovních škol.
Dne 13. srpna 2000 byl zvolen členem Svatého synodu Ruské pravoslavné církve.

## Řády a vyznamenání

### Církevní
- 1979 – Medaile přepodobného Sergija Radoněžského 1. třídy
- 1979 – Řád svaté apoštolům rovné Marie Magdaleny (Polská pravoslavná církev)
- 1999 – Řád svatého apoštolům rovného knížete Vladimíra 2. třídy
- 2000 – Jubilejní patriarchální diplom
- 2000 – Řád Božího hrobu (Pravoslavný patriarchát jeruzalémský)
- 2002 – Řád přepodobného Sergija Radoněžského 2. třídy
- 2005 – Řád přepodobného Serafima Sarovského 2. třídy
- 2012 – Řád přepodobného Sergija Radoněžského 1. třídy
- 2014 – Řád přepodobného Sergija Radoněžského 3. třídy
- 2017 – Řád přepodobného Serafima Sarovského 3. třídy
- 2019 – Řád svatého Alexije Moskevského 2. třídy

### Světské
- 1979 – Čestný diplom Prezidia sovětské mírové nadace
- 1998 – Řád svatého Stanislava
- 1999 – Čestný diplom Prezidia Akademie věd (Moldavsko)
- 1999 – Čestný akademik Mezinárodní akademie při UNESCO
- 1999 – Řád republiky (Moldavsko)
- 2000 – Řád Pro rozvoj vědy a vzdělávání Mezinárodní akademie při UNESCO
- 2002 – Řád Obrození (Moldavsko)
- 2011 – Řád Bogdana Zakladatele (Moldavsko)
- 2014 – Čestný titul Om Emerit (Moldavsko)
- 2019 – Řád přátelství